# Hanna Yttereng
Hanna Maria Yttereng (født 20. februar 1991 i Trondheim, Norge) er en norsk håndboldspiller, der spiller for Vipers Kristiansand og tidligere Norges kvindehåndboldlandshold.